# Liriomyza violiphaga
Liriomyza violiphaga este o specie de muște din genul Liriomyza, familia Agromyzidae, descrisă de Friedrich Georg Hendel în anul 1932. Conform Catalogue of Life specia Liriomyza violiphaga nu are subspecii cunoscute.